# Julehjertets hemmelighed
Julehjertets Hemmelighed er en dansk historisk julekalender sendt på DR1 i december 2022.

## Handling
Julekalenderen foregår i år 1850 i den lille landsby Lindestrup, hvor menneskepigen Karen og nissen Rumle er bedste venner, men da Karen fylder 13 år og dermed bliver voksen, mister hun evnen til at kunne se og tale med Rumle. For at bevare deres venskab tyer venneparret til magi, som dog giver bagslag både for dem selv, deres familier, landsbyen og ikke mindst herregården Lindestrupgård hvor Karens familie tjener.

## Medvirkende
- Karla Larsen Moltsen som Karen
- Thea Lundbak som Rumle
- Isa Thorlacius som Marie Louise
- Maximillian Henriques Hale som Rasmus
- Mia Lyhne som Rigmor
- Esben Dalgaard Andersen som Erik
- Lise Baastrup som Oldfruen Miriam
- Laurids Skovgaard Andersen som Aage af Jungshoved
- Vigga Bro som Skovkonen
- Ditte Ylva Olsen som Gudrun
- Anders Brink Madsen som Karl
- Roberta Reichhardt som Fie
- Daniel Andreas Ørum-Hansen som Ilter
- Mia Lerdam som Gyda
- Niels-Martin Eriksen som Lars Ravn
- Mads Kruse som Yunus
- Laura Allen Müller Smith som Frøken Mona
- Jesper Ole Feit Andersen som Kongen
- Mikkel Bay Mortensen som Lærer Birk
- Sigurd Moe som Johannes
- Isak Celinder Faurholm som Gotfred

## Produktion
Skuespillerinden Lise Baastrup der spiller den onde oldfrue Miriam i Julehjertets hemmelighed, fortalte i et interview at hun havde baseret sin karakter på overskurken Darth Vader fra Star Wars. Ligesom Darth Vader nærmest svæver hun igennem billedet, samt er klædt i sort og kommanderer rundt med sine medarbejdere.
Derudover fortalte hun at en lydmand havde fortalt hende at efter de havde optaget en hel del, at han havde lagt mærke til at da hun kom gående ned ad en gang, at det var de samme taktslag som der er i The Imperial March (Darth Vaders temasang) fra Star Wars. 

### Optagelser
Optagelserne er foregået primært på lokationer ved museerne Frilandsmuseet i Lyngby, Den Fynske Landsby ved Odense samt Erholm Gods ved Aarup på Fyn. Men også Møntergården i Odense og Langesø Skovkapel ved Morud har lagt kulisse til centrale scener.

## Liste over afsnit
Afsnittene har både en lang titel, som er den DR anvender i deres kommunikation, samt en kort titel bestående af ét ord, som kun fremgår af grafikken i introduktionen i det enkelte afsnit.
| Nr. | Titel                    | Kort titel         | Link     |
| --- | ------------------------ | ------------------ | -------- |
| 1   | Karen kan se nisser      | Stuepigen          | På dr.dk |
| 2   | Det magiske julehjerte   | Fødselsdagen       | På dr.dk |
| 3   | Ramt af lynet            | Ritualet           | På dr.dk |
| 4   | Sur mælk og syge høns    | Forbandelsen       | På dr.dk |
| 5   | Sort magi                | Skylden            | På dr.dk |
| 6   | Farlige småkager         | Bryllupsplaner     | På dr.dk |
| 7   | Det vilde eksperiment    | Eksperimentet      | På dr.dk |
| 8   | Hvem er tyven?           | Udspionering       | På dr.dk |
| 9   | Lad os stikke af         | Tyven              | På dr.dk |
| 10  | Afsløringen              | Afsløringen        | På dr.dk |
| 11  | Børnene er væk!          | Dobbeltspil        | På dr.dk |
| 12  | Kongen kommer            | Majestæten         | På dr.dk |
| 13  | Marie Louise skal giftes | Brylluppet         | På dr.dk |
| 14  | Et godt gemmested        | Forsvundet         | På dr.dk |
| 15  | Flugten fra herregården  | Flugten            | På dr.dk |
| 16  | Rumle bliver kidnappet   | Kidnappet          | På dr.dk |
| 17  | Fanget                   | Forestillingen     | På dr.dk |
| 18  | Befri Rumle!             | Befrielsesaktionen | På dr.dk |
| 19  | Forbandelsen breder sig  | Rod                | På dr.dk |
| 20  | En stor julegave         | Løsningen          | På dr.dk |
| 21  | Rumle bliver magisk igen | Storbyen           | På dr.dk |
| 22  | Tusindvis af småkager    | Småkager           | På dr.dk |
| 23  | Kamp på nisseloftet      | Befrielsen         | På dr.dk |
| 24  | Juleaften                | Juleaften          | På dr.dk |